# Nezzazatinella
Nezzazatinella es un género de foraminífero bentónico de la subfamilia Nezzazatinae, de la familia Nezzazatidae, de la superfamilia Nezzazatoidea, del suborden Nezzazatina y del orden Lituolida. Su especie tipo es Nezzazatinella adhami. Su rango cronoestratigráfico abarca desde el Barremiense (Cretácico inferior) hasta el Turoniense (Cretácico superior).

## Discusión
Clasificaciones previas incluían Nezzazatinella en la superfamilia Haplophragmioidea, así como en el suborden Textulariina del orden Textulariida, o en el orden Lituolida sin diferenciar el suborden Nezzazatina.

## Clasificación
Nezzazatinella incluye a las siguientes especies:
- Nezzazatinella adhami †
- Nezzazatinella macoveii †
- Nezzazatinella parrelloides †
- Nezzazatinella picardi †